# 孫

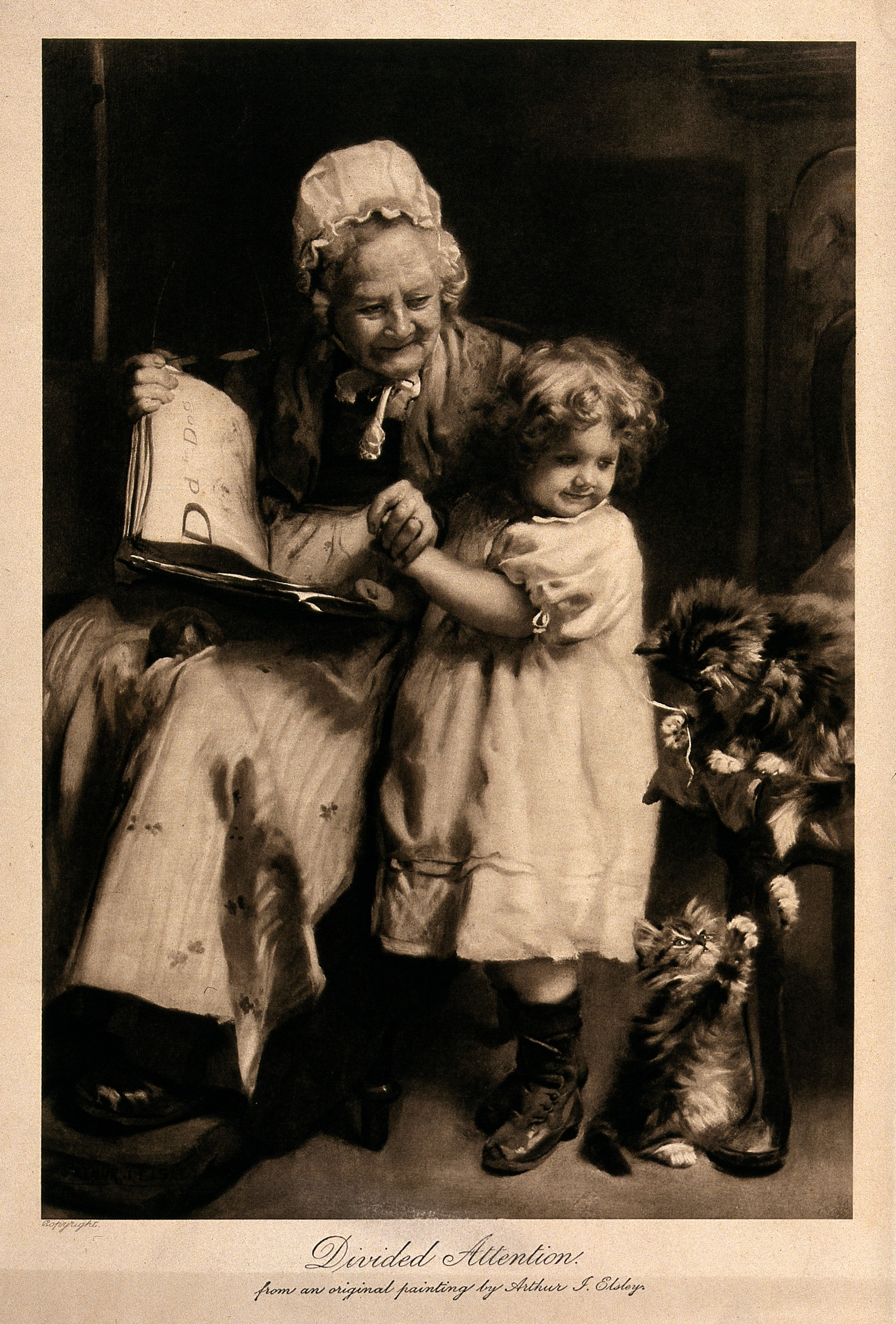
アーサー・エルスリーのメゾチント

孫（まご）は、自分の子供の子供である。

## 概要
男子の場合は男孫（だんそん、おとこまご）、女子の場合は女孫（じょそん、おんなまご）と呼ぶ。
女孫が娘らしくなれば孫娘（まごむすめ）とも呼ばれるのに対し、男孫を「孫息子」という用例は少ない。なお、英単語の「granddaughter」と「grandson」というように男女を区別する用例もある。
自分の子供の出生順に関わらず、最初に生まれた孫を初孫、嗣子の子供を内孫、嗣子でない子供の子供を外孫と呼ぶ。

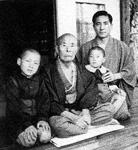
小泉家三代。左から純一郎、又次郎（祖父）、正也（弟）、純也（父）(1951年以前)

なお、言語によっては、甥姪を「親の孫」として、「孫」と「甥姪」を同じ単語で表す言語（例：イタリア語「nipote」）もある。

## おばあさん仮説
親子関係については進化論的裏付けがある。親が子供を大事にするのは自然選択的に当然と考えられるからである。しかし、孫を大事にすることは必ずしもそうではない。親が大事にすれば十分と考えられる。血縁選択説の立場からは、孫は直系の血縁者だから、孫を守ることにはそれなりの価値が認められる。しかし、ほとんどの動物では孫が生まれるまで親が生存することがなく、孫を大事にする行動が進化に影響する余地はないものと考えられる。
ヒトは自分の繁殖時期（受精、出産と子育て）の終了よりもはるかに長い生理的寿命をもつ。これが何に由来するかの議論において、祖父母が子育てに参加することによって孫の生存率が高まるのではないかとの説がある。様々な動物において、子供が親の育児を手助けするヘルパーという行動が知られる。これをヒトでは祖父母が担っているという説である。特におばあさん（祖母）が豊富な経験を自分の子の子育てに生かすことによって孫の生存率が高まることが、ヒトの寿命が長くなった進化に影響をもっているという。これが正しければ、祖父母が孫に執着する感情をもつ理由はこれに由来するのかもしれない。

## 孫がモチーフの作品
- タイトルに「孫」を含むページの一覧
- 小公子
- アルプスの少女ハイジ
- フランダースの犬
- ペリーヌ物語
- 頑固じいさん孫3人
- 老人と子供のポルカ
- 七人の孫
- ばあちゃんの星
- ぱじ〜ジイジと孫娘の愛情物語〜
- 佐賀のがばいばあちゃん
- ピノキオ
- アニー